# Lubkowice
Lubkowice (do 1945 niem. Johannisberg) – wieś, położona w województwie zachodniopomorskim, w powiecie kołobrzeskim, w gminie Gościno. 
Według danych z 30 czerwca 2014 wieś miała 35 stałych mieszkańców.
Dawny XVIII wieczny folwark, należał do Rady Miejskiej w Kołobrzegu. Od lat 70. XIX w. należał do rodziny Hindenburg, pozostając w ich władaniu do końca II wojny światowej. Bezstylowy dwór wybudowano w 2. połowie XIX w., przebudowano w znacznym stopniu po roku 1945, przez co zatracił w znacznym stopniu swój pierwotny charakter.
Lubkowice współtworzą „Sołectwo Gościno”.